# Arcidiocesi di Antsiranana
L'arcidiocesi di Antsiranana (in latino Archidioecesis Antsirananensis) è una sede metropolitana della Chiesa cattolica in Madagascar. Nel 2022 contava 808.000 battezzati su 1.967.000 abitanti. È retta dall'arcivescovo Benjamin Marc Ramaroson, C.M.

## Territorio
L'arcidiocesi comprende la città di Antsiranana, dove si trova la cattedrale di San Matteo.
Il territorio si estende su 37.924 km² ed è suddiviso in 30 parrocchie.

### Provincia ecclesiastica
La provincia ecclesiastica di Antsiranana, istituita nel 1958, comprende 3 suffraganee:
- diocesi di Ambanja
- diocesi di Mahajanga
- diocesi di Port-Bergé

## Storia
Il vicariato apostolico del Madagascar settentrionale fu eretto il 5 luglio 1898 con il breve Universi fidelium di papa Leone XIII, ricavandone il territorio dal precedente vicariato apostolico del Madagascar settentrionale, che contestualmente assunse il nome di vicariato apostolico del Madagascar centrale (oggi arcidiocesi di Antananarivo).
La nuova circoscrizione ecclesiastica, che comprendeva tutto il territorio a nord del 18º grado di latitudine sud, fu affidata ai missionari della Congregazione dello Spirito Santo, noti come "missionari spiritani".
Il 20 maggio 1913 in virtù del decreto Cum in generalibus della Sacra Congregazione per la Propagazione della Fede  assunse il nome di vicariato apostolico di Diégo Suarez.
Il 15 marzo 1923 cedette una porzione del suo territorio a vantaggio dell'erezione del vicariato apostolico di Majunga (oggi diocesi di Mahajanga).
Il 2 febbraio 1932 cedette una porzione di territorio alla prefettura apostolica delle Isole di Mayotte, Nossi-bé e Comore (oggi diocesi di Ambanja).
Il 14 settembre 1955 con la bolla Dum tantis di papa Pio XII il vicariato apostolico fu elevato a diocesi, con il nome di diocesi di Diégo Suarez, suffraganea dell'arcidiocesi di Tananarive (oggi arcidiocesi di Antananarivo).
L'11 dicembre 1958 è stata ancora elevata al rango di arcidiocesi metropolitana con la bolla Qui benignissima di papa Giovanni XXIII.
Il 21 maggio 1959 cedette un'altra porzione di territorio a vantaggio dell'erezione della diocesi di Ambatondrazaka.
Il 28 ottobre 1989 ha assunto il nome attuale per effetto del decreto Apostolicis sub plumbo della Congregazione per l'evangelizzazione dei popoli..
Il 30 ottobre 2000 ha ceduto un'ulteriore porzione di territorio a vantaggio dell'erezione della diocesi di Fenoarivo Atsinanana.

## Cronotassi dei vescovi
Si omettono i periodi di sede vacante non superiori ai 2 anni o non storicamente accertati.
- François-Xavier Corbet, C.S.Sp. † (5 luglio 1898 - 25 luglio 1914 deceduto)
- Auguste Julien Pierre Fortineau, C.S.Sp. † (25 luglio 1914 succeduto - aprile 1946 dimesso)
- Jean Wolff, C.S.Sp. † (13 febbraio 1947 - 13 aprile 1967 dimesso[2])
- Albert Joseph Tsiahoana † (13 aprile 1967 - 14 novembre 1998 dimesso)
- Michel Malo, Ist. del Prado (28 novembre 1998 - 27 novembre 2013 ritirato)
- Benjamin Marc Ramaroson, C.M., dal 27 novembre 2013

## Statistiche
L'arcidiocesi nel 2022 su una popolazione di 1.967.000 persone contava 808.000 battezzati, corrispondenti al 41,1% del totale.
| anno | popolazione | popolazione | popolazione | presbiteri | presbiteri | presbiteri | presbiteri                | diaconi | religiosi | religiosi | parrocchie |
| anno | battezzati  | totale      | %           | numero     | secolari   | regolari   | battezzati per presbitero | diaconi | uomini    | donne     | parrocchie |
| ---- | ----------- | ----------- | ----------- | ---------- | ---------- | ---------- | ------------------------- | ------- | --------- | --------- | ---------- |
| 1949 | 36.948      | 541.334     | 6,8         | 48         | 7          | 41         | 769                       |         | 41        | 64        |            |
| 1970 | 76.898      | 813.227     | 9,5         | 42         | 1          | 41         | 1.830                     |         | 64        | 87        | 3          |
| 1980 | 104.232     | 1.110.000   | 9,4         | 50         | 21         | 29         | 2.084                     |         | 49        | 94        | 20         |
| 1990 | 194.355     | 1.665.000   | 11,7        | 48         | 23         | 25         | 4.049                     |         | 68        | 111       | 21         |
| 1999 | 340.776     | 2.468.466   | 13,8        | 59         | 44         | 15         | 5.775                     |         | 52        | 148       | 22         |
| 2000 | 231.000     | 1.780.040   | 13,0        | 63         | 33         | 30         | 3.666                     |         | 65        | 144       | 16         |
| 2001 | 231.000     | 1.780.040   | 13,0        | 64         | 50         | 14         | 3.609                     |         | 42        | 185       | 16         |
| 2002 | 310.133     | 1.566.162   | 19,8        | 39         | 29         | 10         | 7.952                     |         | 42        | 116       | 17         |
| 2003 | 312.140     | 2.010.736   | 15,5        | 50         | 38         | 12         | 6.242                     |         | 35        | 117       | 17         |
| 2004 | 343.354     | 2.211.809   | 15,5        | 46         | 36         | 10         | 7.464                     |         | 40        | 119       | 17         |
| 2006 | 369.757     | 1.209.600   | 30,6        | 44         | 33         | 11         | 8.403                     |         | 44        | 150       | 23         |
| 2012 | 590.796     | 1.431.000   | 41,3        | 65         | 45         | 20         | 9.089                     |         | 42        | 139       | 25         |
| 2015 | 682.304     | 1.536.326   | 44,4        | 80         | 56         | 24         | 8.528                     |         | 58        | 163       | 28         |
| 2018 | 718.225     | 1.666.415   | 43,1        | 68         | 53         | 15         | 10.562                    |         | 48        | 232       | 30         |
| 2020 | 823.000     | 2.005.300   | 41,0        | 72         | 57         | 15         | 11.430                    |         | 46        | 229       | 29         |
| 2022 | 808.000     | 1.967.000   | 41,1        | 77         | 60         | 17         | 10.493                    |         | 54        | 270       | 30         |